# Timalie de Blyth
Cyanoderma ruficeps
Espèce
Statut de conservation UICN

 LC  : Préoccupation mineure
La Timalie de Blyth (Cyanoderma ruficeps) est une espèce de passereaux de la famille des Timaliidae.

## Répartition
Cet oiseau fréquente notamment les forêts tempérées de bambou du Sud de la Chine et régions avoisinantes.